# Военно-воздушное судно
Военно-воздушное судно или военный летательный аппарат — термин, обозначающий воздушное судно, входящее в состав вооружённых сил государства, также устаревший (с принятием Чикагской конвенции) термин международного права. 
Военно-воздушное судно несёт знаки национальной принадлежности, члены его экипажа подчинены военной дисциплине, командиром экипажа является военнослужащий на службе государства-владельца (государственная авиация).
Военно-воздушное судно рассматривается как орган государства, который действует по поручению и от имени правительства страны-владельца. На военно-воздушные суда, независимо от их местонахождения, распространяются исключительно законы и правила государства, которому принадлежит военно-воздушное  судно (экстерриториальность).

## История

### Воздушные змеи
Д. Д. Мерфи прослеживает историю военно-воздушных судов от использования воздушных змеев китайскими вооружёнными силами для связи и измерения расстояний, начиная уже со II века до н.э.. В Европе использование змея для сброса зажигательной бомбы на город изображено впервые в книге 1326 года, хотя и не ясно, отражает ли рисунок реальное событие.

### Воздушные шары
Андре де Вийет сообщил о возможностях использования аэростата для разведки в статье в Журналь де Пари уже через три дня после своего полёта, который состоялся 17 октября 1783 года, через два дня после первого в истории подъёма аэростата с экипажем. Д. Д. Мерфи сообщает, что Монгольфье с самого начала думали о военном применении воздушного шара.

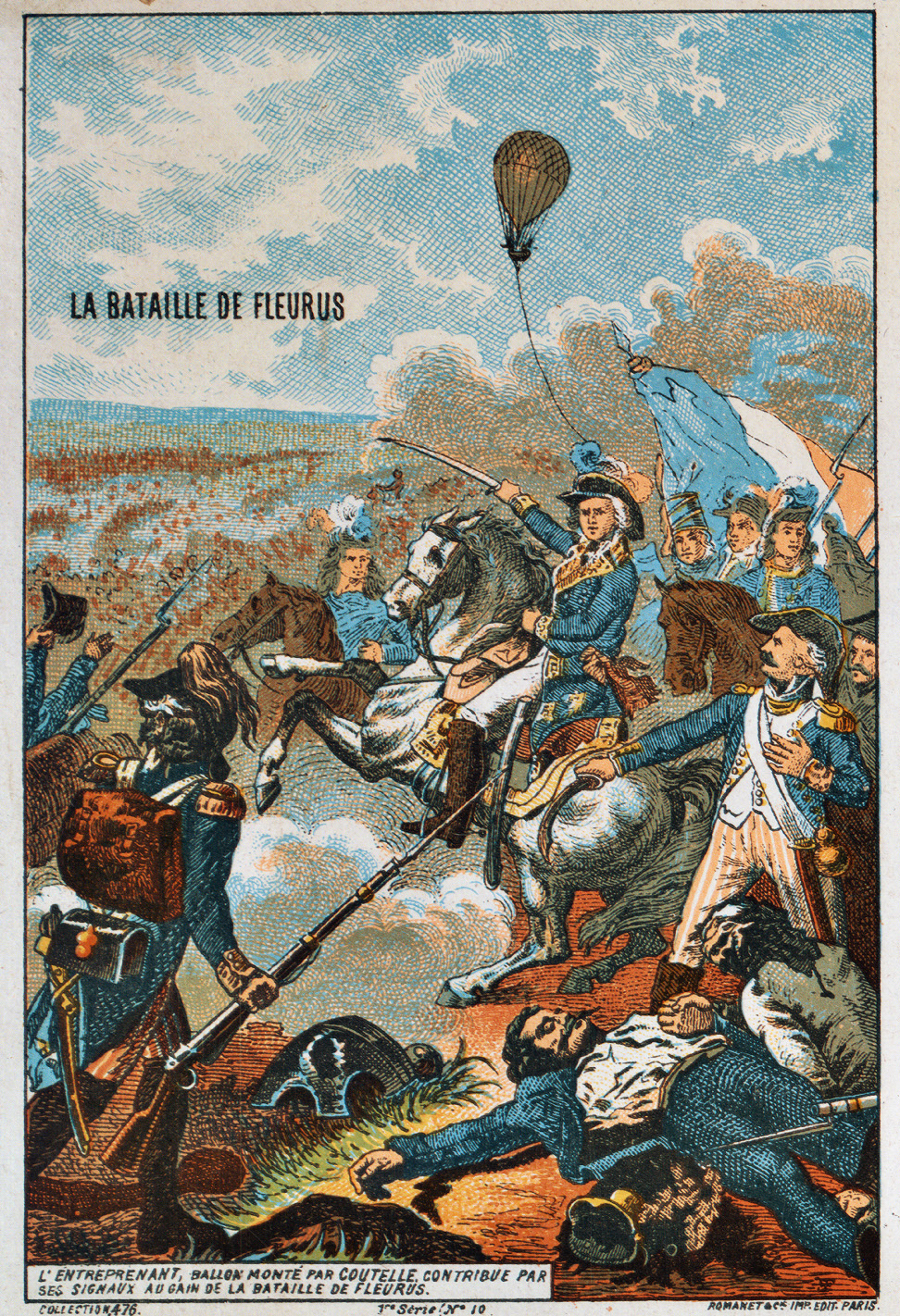
Аэростат в битве при Флерюсе

История практического использования воздушных судов для военных целей началась с применения привязных воздушных шаров для наведения огня артиллерии во времена французской революции, вскоре после изобретения Монгольфье. Первый военный воздушный шар, фр. L'Enterprenant, продемонстрировал возможности для разведки в начале 1794 года, тогда же была создана первая военно-воздушная часть, Первый отряд аэростьеров (фр. première compagnie d'aérostier).
Позднее, в 1849 году Австрия использовала воздушные шары для бомбардировки Венеции.

### Дирижабли

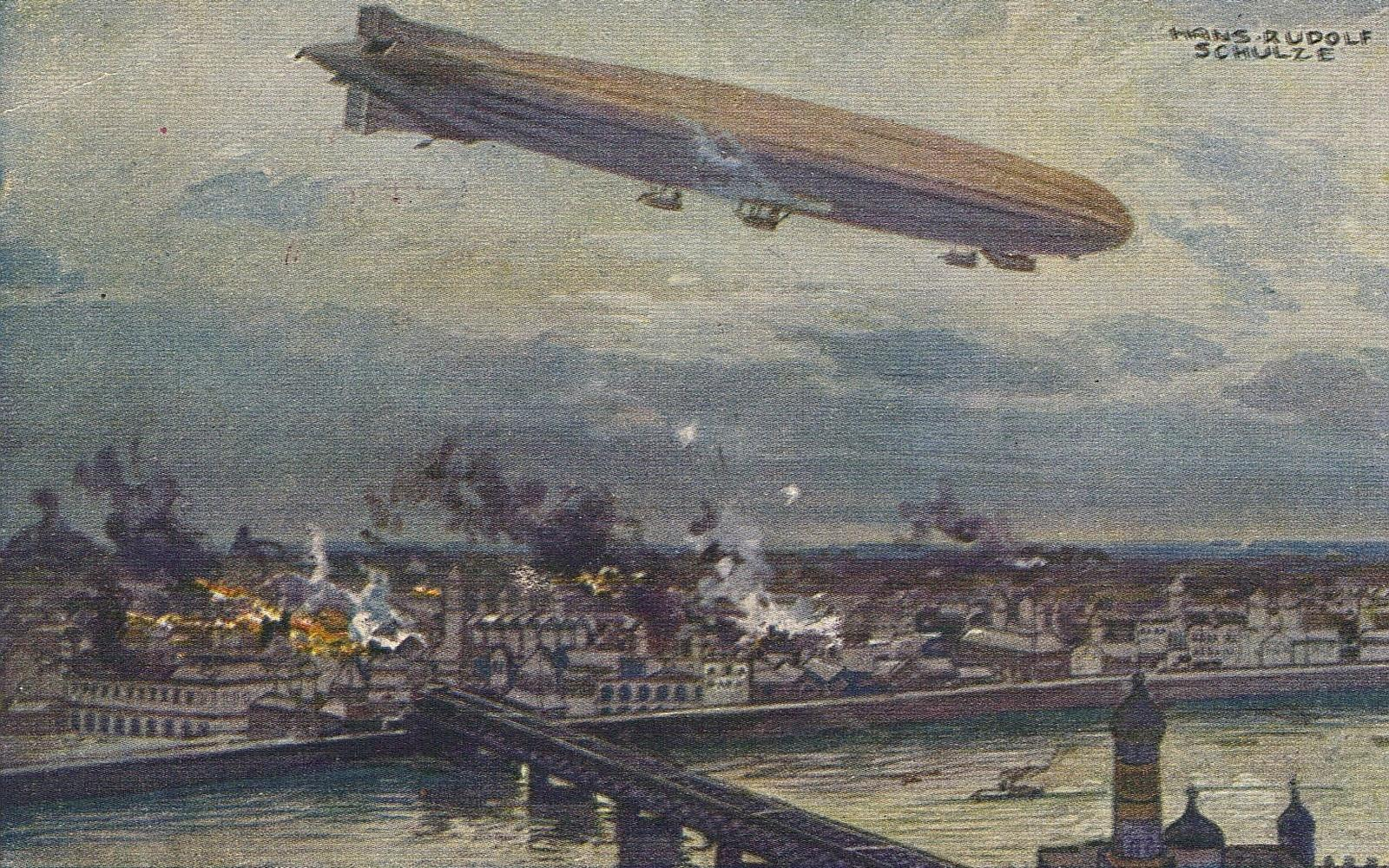
Бомбардировка Варшавы, 1914

Возможности использования дирижаблей для бомбардировки были очевидны уже в самом начале XX века (см., например «Война в воздухе» Герберта Уэллса). Первое реальное использование дирижабля в военных целях было произведено Италией в 1911—1912 годах в ходе итало-турецкой войны. Во время первой мировой войны дирижабли применялись Германией, Францией и Италией, но их уязвимость после распространения зажигательных и разрывных пуль в 1916 году привела к тому, что уже к 1917 году они более не использовались для прямой поддержки войск.
Тем не менее, дирижабли нашли своё место в разведке и наблюдении военно-морских флотов. ВМФ США успешно применял дирижабли для сопровождения конвоев и борьбы с подводными лодками до конца второй мировой войны.

### Планеры

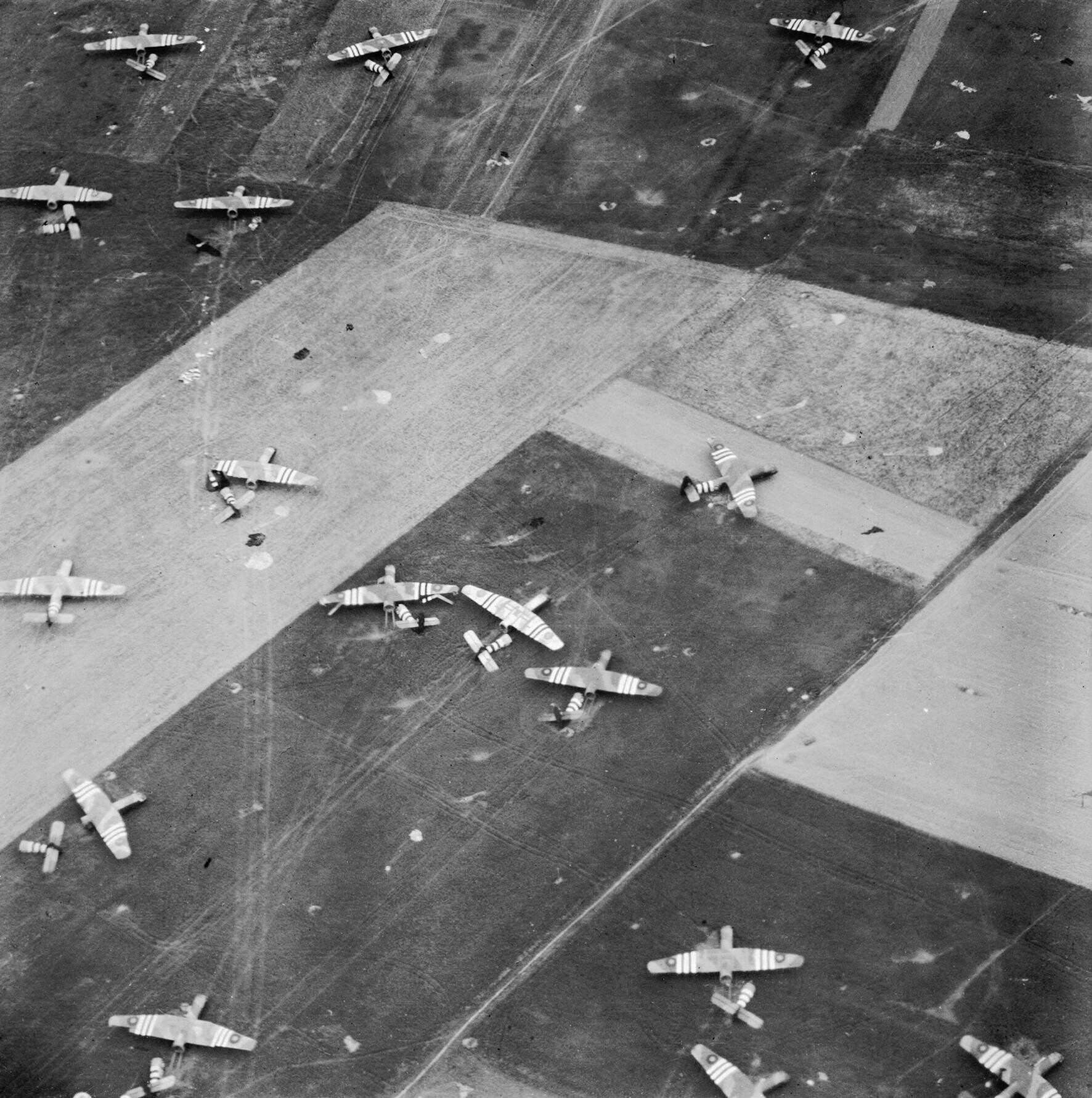
Планеры «Хорса» после приземления в ходе операции «Тонга»

Военные планеры активно использовались во вторую мировую войну для десантирования. Планеры буксировались военными транспортными самолётами или бомбардировщиками. Преимущество планеров состояло в возможности высадить десантников в большей концентрации в районе цели с одновременной доставкой лёгких танков, противотанковых и зенитных орудий.
Ко времени Корейской войны (1950—1953 гг.) военно-воздушные силы практически всех стран мира отказались от концепции десантных планеров, сконцентрировав своё внимание на развитии транспортных самолётов для доставки и десантирования тяжёлой техники и вертолётов для доставки или эвакуации солдат.

### Вертолёты

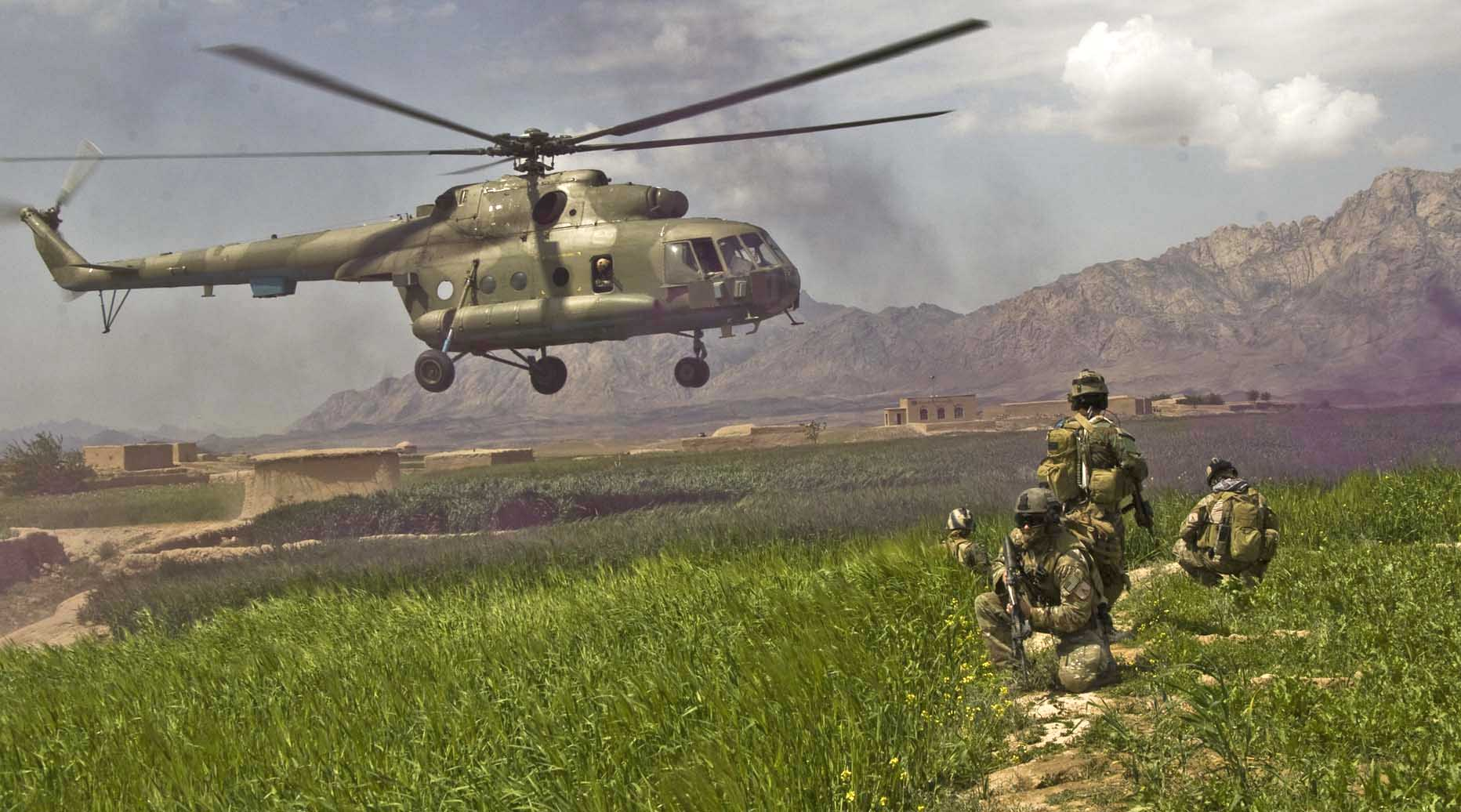
Коалиционные войска прикрывают взлёт Ми-17 в Афганистане в 2009 году

Вертолёты были впервые применены в военных целях во вторую мировую войну, хотя и в очень ограниченном количестве. Уже с конца 1942 года кригсмарине использовал вертолёт Fi-282 “Колибри” для разведки в Средиземноморье. Для взлёта и посадки использовалась палуба минного заградителя нем. Drach 50, который тем самым стал первым вертолётоносцем.

### Беспилотники
Появление дистанционно управляемых и автономных боевых машин привело к размыванию одного из основных понятий законов войны — определения комбатанта.

## Юридические аспекты
После первоначальной эпохи свободы воздухоплавания, осознание опасности военно-воздушных судов привело к появлению понятия суверенитета в отношении воздушного пространства и запретам полётов военных воздушных судов над территорией других государств без разрешения. Так, уже в 1913 году Франция и Германия подписали соглашение, запрещающее вторжение военно-воздушных судов в чужое воздушное пространство без разрешения, за исключением аварийных ситуаций; для гражданских судов была сохранена свобода воздухоплавания.
В ходе Первой мировой войны выработались новые правила для военно-воздушных судов. При этом, в отличие от тогдашней морской практики, разрешавшей военным кораблям заход в нейтральные порты, военно-воздушным судам был запрещён и полёт над территорией нейтральных стран, так как опасность как для жителей такой страны, так и для её нейтрального статуса была сочтена слишком большой. Тогда же было заявлено (Голландией), что для открытия огня по вторгнувшемуся в воздушное пространство страны иностранному военно-воздушному судну не требуется предупреждения.

### Парижская конвенция
Парижская конвенция 1919 года кодифицировала эти правила и, вместе с ними, различие между гражданскими и военными воздушными судами (первым был разрешён свободный пролёт над территорией других стран, за исключением территорий, над которыми полёты гражданских судов были полностью запрещены; вторые могли войти в чужое воздушное пространство только по явному разрешению, при наличии такого разрешения их статус приравнивался к статусу военных кораблей). В соответствии с Парижской конвенцией все суда делились на три группы:
1. военные воздушные суда;
2. воздушные суда, предназначенные для обслуживания только государственных целей (почтовые, таможенные, полицейские);
3. частные воздушные суда (все остальные, в том числе государственные, не попадающие во вторую категорию).

### Современная классификация воздушных судов
На смену Парижской конвенции была принята Конвенция о международной гражданской авиации от 7 декабря 1944 года, известная также как Чикагская конвенция. В соответствии с новым документом осталось лишь две группы воздушных судов — государственные и гражданские. Военные воздушные суда получили статус государственных.